# ميمي أرنولد
ميمي أرنولد (بالإنجليزية: Mimi Arnold)‏ هي لاعب كرة مضرب أمريكية، ولدت في 27 فبراير 1939 في هوليوود في الولايات المتحدة.